# 珍妮特·布雷克韦尔
珍妮特·布雷克韦尔（英語：Jeanette Brakewell，1974年2月4日—），英国女子马术运动员。她曾代表英国参加2000年和2004年夏季奥林匹克运动会马术比赛，两届比赛各获得一枚银牌。